# Sućuraj (kulturno-povijesna cjelina)
Kulturno-povijesna cjelina Sućurja, kulturno-povijesna cjelina, Sućuraj, zaštićeno kulturno dobro.

## Opis dobra
Nastajala od 16. do 19. stoljeća. Crkva sv. Jurja „na glavi otoka“ spominje se u Hvarskom statutu 1331. godine. Po njoj je u 16. st. nazvano selo sv. Jurja, današnji Sućuraj. Naselje je organizirano duboke uvale zaklonjene od bure. Pred turskom opasnošću stanovnici s kopna naseljavaju stariji dio naselja, Gornju Bandu na sjevernoj strani zaljeva u 16., te Donju Bandu na južnoj u 17. st. Pličina u dnu zaljeva nasuta je tek u 19. st. te su tu Gornja i Donja Banda spojene obalom. U gornjoj Bandi je 1613. godine izgrađena mletačka tvrđava, a na mjestu starije crkve nova posvećena sv. Jurju u 19. st. Kuće tog dijela naselja datiraju iz 16. – 19. st., dok su one u Donjoj Bandi izgrađene oko barokne crkva sv. Ante tijekom 17. – 19. st.

## Zaštita
Pod oznakom Z-5726 zavedena je kao nepokretno kulturno dobro - kulturno-povijesna cjelina, pravna statusa zaštićena kulturnog dobra, klasificirano kao "kulturno-povijesna cjelina".